# Talara ignibasis
Talara ignibasis är en fjärilsart som beskrevs av Rothschild 1913. Talara ignibasis ingår i släktet Talara och familjen björnspinnare. Inga underarter finns listade i Catalogue of Life.